# Фомкіно (Псковський район)
Фомкіно (рос. Фомкино) — присілок в Псковському районі Псковської області Російської Федерації.
Населення становить 53 особи. Входить до складу муніципального утворення Карамишевська волость.

## Історія
Від 2015 року входить до складу муніципального утворення Карамишевська волость.

## Населення
| 2001 | 2002 | 2010 |
| ---- | ---- | ---- |
| 22   | ↗44  | ↗53  |